# Bailey-Matthews National Shell Museum
Le Bailey-Matthews National Shell Museum  est un musée des États-Unis consacré à tous les aspects des coquillages, de la conchyliologie et de la malacologie, y compris leurs aspects paléontologiques et archéologiques/anthropologiques. Il est situé au sud-ouest de la Floride, sur l'île de Sanibel, dans le golfe du Mexique.
Le musée a ouvert ses portes au public en 1995. Il sert de centre d'information et de référence pour les scientifiques nationaux et internationaux, les étudiants et les passionnés de coquillages, en particulier ceux qui s'intéressent aux mollusques marins, terrestres et d'eau douce du golfe du Mexique et de la Floride. Le musée, qui appartient à la Shell Museum and Educational Foundation, Inc., a reçu sa première accréditation de l'American Alliance of Museums en mars 2010.

## Sources des coquillages
Les expositions du musée comprennent des coquillages du monde entier. La plupart proviennent cependant de Floride, dont un nombre important des îles de Sanibel et de Captiva. L'île de Sanibel est en effet l'un des meilleurs sites de collecte de coquillages au monde (comparable à Jeffreys Bay en Afrique du Sud et à l'archipel de Sulu aux Philippines). Le musée possède également une collection de cauris et de cônes de l'océan Pacifique offerts par l'acteur Raymond Burr, qui possédait une île aux Fidji, et qui a dirigé les efforts de collecte de fonds pour construire le musée. À l'extérieur du musée se trouve un jardin commémoratif dédié à Raymond Burr, et à l'intérieur une petite exposition sur lui en tant qu'acteur de cinéma, philanthrope et collectionneur de coquillages.

## Installations et programmes

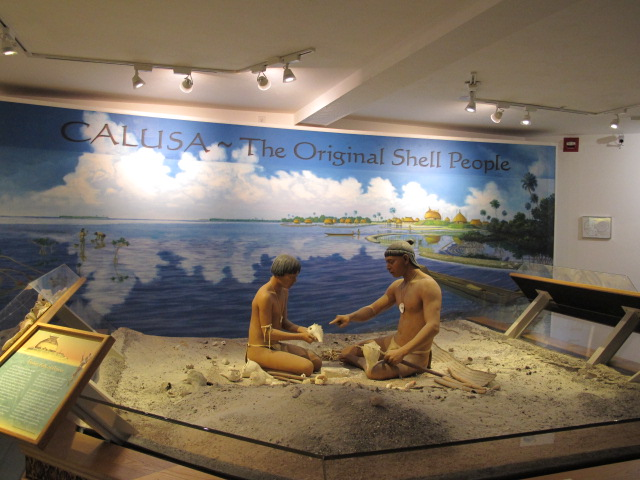
Une salle montrant comment les Amérindiens Calusa utilisaient les coquilles des grands buccins locaux pour créer des outils.

Le musée a établi des liens étroits avec de nombreuses organisations des secteurs public et privé, notamment l'Organisation des Nations Unies pour l'alimentation et l'agriculture, la Smithsonian Institution, l'American Malacological Society, le Conchologists of America, le Musée de Zoologie de l'Université de São Paulo au Brésil, le Musée d'histoire naturelle de Floride, le réseau de bibliothèques de la Southwest Florida, la bibliothèque publique de Sanibel, l'école de Sanibel, la chambre de commerce de Sanibel-Captiva, le bureau des visiteurs et des congrès du comté de Lee et son conseil du tourisme et du développement, ainsi que des clubs de coquillages de toute la Floride.
Le musée organise des programmes pour éduquer le public, comme des promenades guidées sur la plage avec des naturalistes du musée qui identifient les coquillages et enseignent la biologie des mollusques.

## Histoire
Le Bailey-Matthews National Shell Museum a commencé avec un don de terrain en 1990 des frères John, Francis et Sam Bailey (à la mémoire de leurs parents Frank P. Bailey et Annie Mead Matthews). Le malacologue R. Tucker Abbott en était le directeur fondateur. Son bâtiment a été conçu par l'architecte George "Tutts" Tuttle Jr., de l'île de Captiva.
En 1993, le musée a ouvert son bureau provisoire et obtenu un prêt bancaire pour compléter une subvention à la construction du State of Florida Cultural Facilities Program. L'inauguration a eu lieu le 18 novembre 1995. En février 1996, le malacologiste José H. Leal (en) a été embauché comme directeur. En 1997, le musée est devenu l'éditeur, avec Leal comme rédacteur en chef, de The Nautilus (en), la deuxième plus ancienne revue scientifique de malacologie en langue anglaise au monde.[réf. nécessaire]
En juillet 1999, le musée a remboursé sa dette bancaire initiale et, en mai 2000, a créé son Fonds de dotation culturel. En 2003, le musée a suivi le Museum Assessment Program de l'American Alliance of Museums, et en 2004, le Conservation Assessment Program de l'Institut des services des musées et des bibliothèques. En 2006, il a reçu une subvention de 240 000 $ de la Division des affaires culturelles de Floride. En 2008, sa dotation a dépassé 1,2 million de dollars.[réf. nécessaire]
En 2014, le musée a changé son nom de « Bailey-Matthews Shell Museum » en « Bailey-Matthews National Shell Museum ».

## Galerie

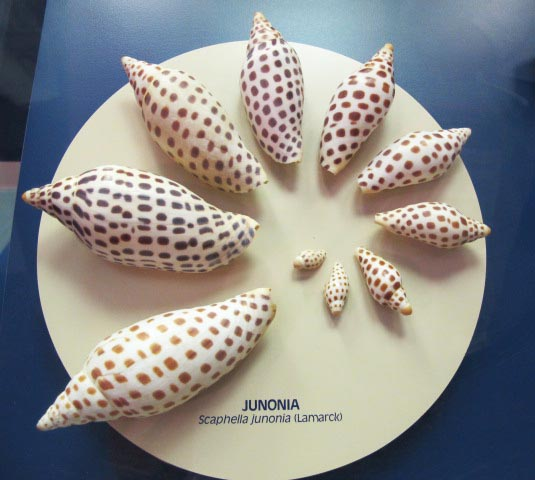
Série de croissance de coquilles de Scaphella junonia (en), un mollusque relativement rare sur l'île de Sanibel.
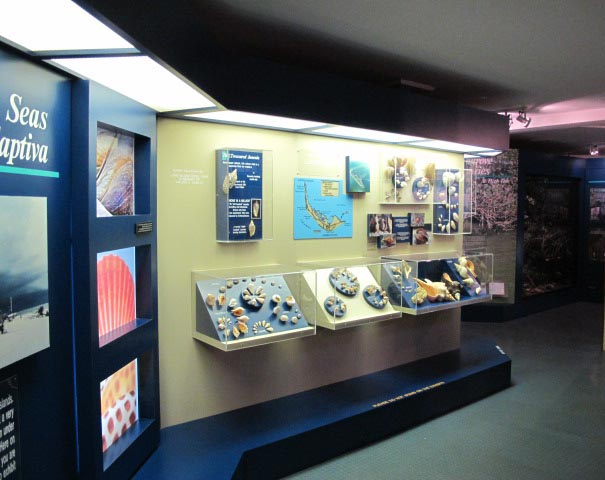
Une des présentations des coquillages de Sanibel.
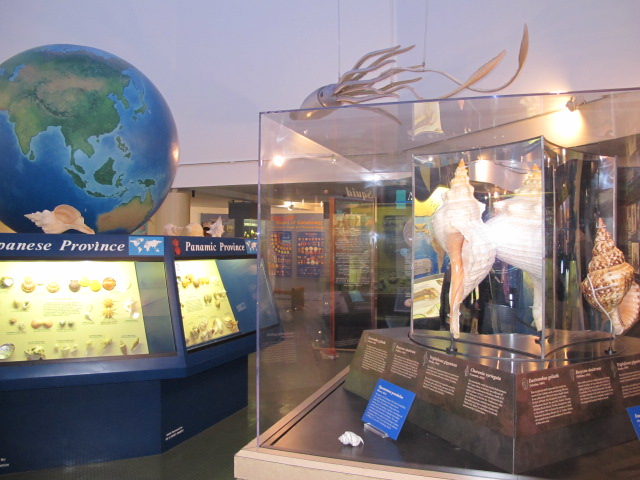
Présentation de coquillages du monde entier et de plusieurs coquilles de taille exceptionnelle.
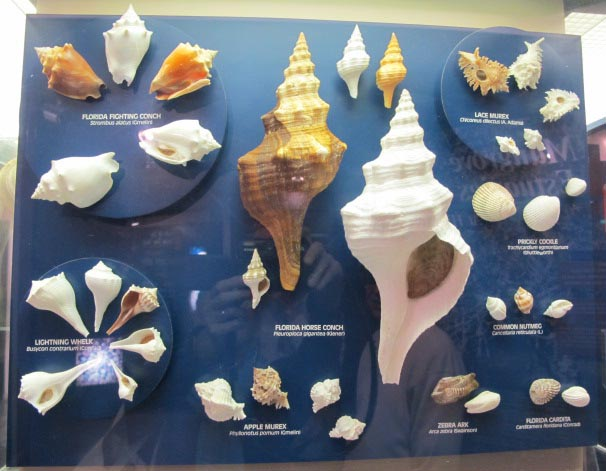
Spécimens albinos de coquillages locaux (dont un de Pleuroploca gigantea).
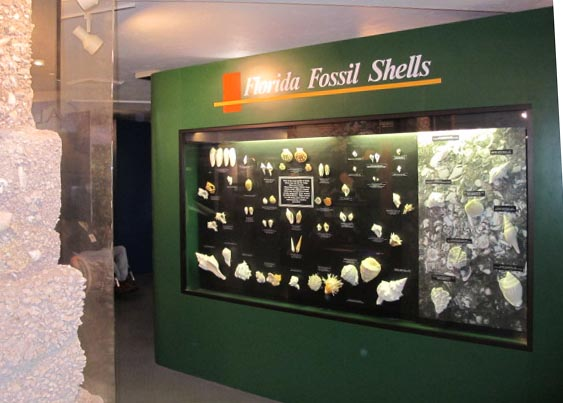
Coquillages fossiles de Floride.
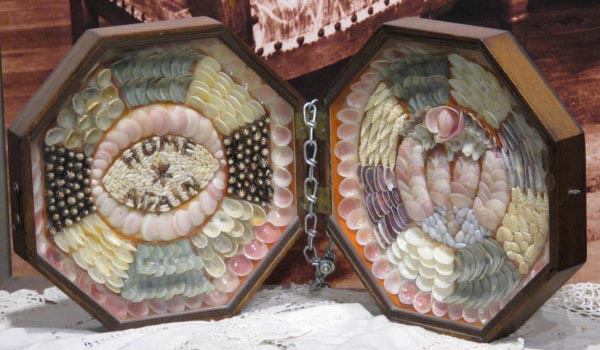
Un souvenir de marin fabriqué vers 1850.

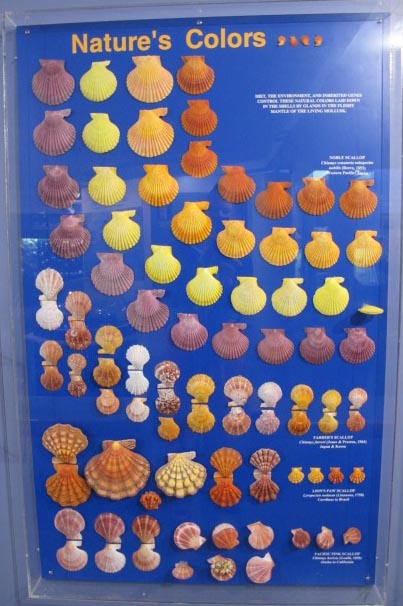
Présentation de pectinidés.
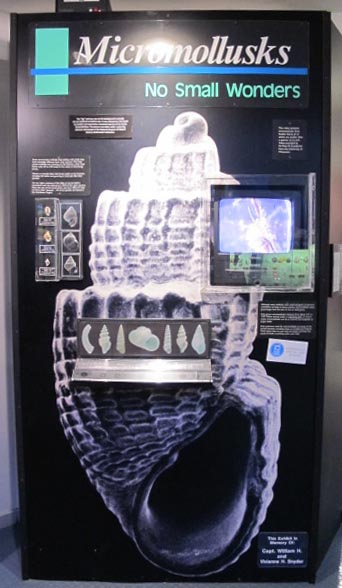
Présentation de micromollusques.
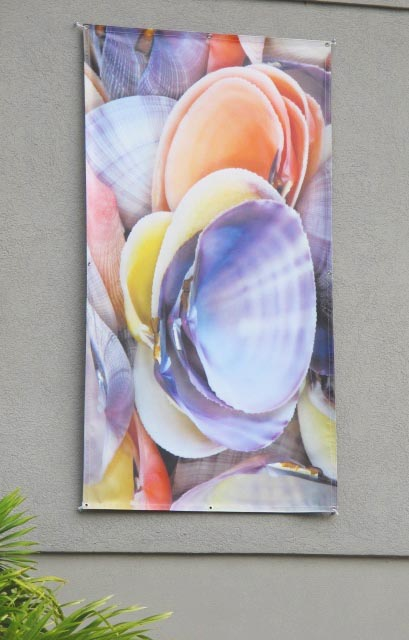
Bannière extérieure avec le bivalve Asaphis deflorata (en).